# Марта Рей (акторка)
Марта Рей (англ. Martha Raye; 27 серпня 1916 — 19 жовтня 1994) — американська акторка, співачка, комедіантка та громадська діячка, яка досягла успіхів у голлівудських кінофільмах періоду 1930-х і 1940-х років, а пізніше також і на телебаченні. Крім популярності як акторки та громадської діячки, знана тим, що була одружена 7 разів. 
Рей мала хворобу Альцгеймера і в 1993 році через проблеми кровообігу їй ампутували обидві ноги. Померла від пневмонії 19 жовтня 1994 року.

## Вибрана фільмографія
- 1938 — Школа свінгу / College Swing
- 1947 — Мосьє Верду / Monsieur Verdoux — Аннабелла Бонер
- 1979 — Аеропорт-79: «Конкорд»